# John Mercado
John Anthony Mercado Cuero (Guayaquil, 3 de junio de 2002) es un futbolista ecuatoriano. Juega de extremo y su equipo es A. C. Sparta Praga de la Liga de Fútbol de la República Checa.

## Trayectoria
Mercado firmó un contrato con Athletico Paranaense en julio de 2019 pero solo se mudó a su nuevo equipo en agosto de 2020 después de cumplir 18 años. Después de jugar para los menores de 20 años, impresionó al técnico Alberto Valentim en 2022 y fue ascendido a la plantilla del primer equipo.
Mercado hizo su debut profesional el 2 de marzo de 2022 sustituyendo a Léo Cittadini en la segunda mitad en la derrota a domicilio por 0-2 ante el Palmeiras por la Recopa Sudamericana 2022.
En agosto de 2025 fue transferido al A. C. Sparta Praga de la Liga de Fútbol de la República Checa firmando un contrato por varias temporadas.

## Selección nacional

### Categorías inferiores
Mercado representó a Ecuador en la categoría sub-15 en el Campeonato Sudamericano Sub-15 de 2017 y en la categoría sub-17 en el Campeonato Sudamericano Sub-17 de 2019 y en la Copa Mundial Sub-17 de 2019.

#### Participaciones en Sudamericanos
| Campeonato                              | Sede      | Resultado    | Partidos | Goles |
| --------------------------------------- | --------- | ------------ | -------- | ----- |
| Sudamericano Sub-15 de 2017             | Argentina | Primera fase | ¿?       | ¿?    |
| Sudamericano Sub-17 de 2019             | Perú      | Cuarto lugar | 9        | 2     |
| Preolímpico Sudamericano Sub-23 de 2024 | Venezuela | Primera fase | 4        | 1     |

#### Participaciones en Copas del Mundo
| Campeonato                  | Sede   | Resultado        | Partidos | Goles |
| --------------------------- | ------ | ---------------- | -------- | ----- |
| Copa Mundial Sub-17 de 2019 | Brasil | Octavos de final | 4        | 1     |

### Selección absoluta
Fue convocado por Sebastián Beccacece a la selección absoluta para disputar la doble fecha de las eliminatorias para el Mundial de Canadá, Estados Unidos y México 2026 de septiembre de 2024 ante Brasil y Perú.

#### Participaciones en eliminatorias mundialistas
| Mundial            | Sede            | Resultado   | Partidos | Goles |
| ------------------ | --------------- | ----------- | -------- | ----- |
| Eliminatorias 2026 | América del Sur | Clasificado | 4        | 0     |

### Partidos internacionales
Actualizado al último partido disputado el 21 de marzo de 2025.
| \| N.° \| Fecha \| Ciudad \| Rival \| Resultado \| Resultado \| Competencia \| \| --- \| ------------------------ \| ------------ \| --------- \| --------- \| --------- \| ----------------------------- \| \| 1. \| 6 de septiembre de 2024 \| Curitiba \| Brasil \| 0-1 \| Derrota \| Eliminatorias al Mundial 2026 \| \| 2. \| 10 de septiembre de 2024 \| Quito \| Perú \| 1-0 \| Victoria \| Eliminatorias al Mundial 2026 \| \| 3. \| 19 de noviembre de 2024 \| Barranquilla \| Colombia \| 1-0 \| Victoria \| Eliminatorias al Mundial 2026 \| \| 4. \| 21 de marzo de 2025 \| Quito \| Venezuela \| 2-1 \| Victoria \| Eliminatorias al Mundial 2026 \| |                          |              |           |           |           |                               |
| N.° | Fecha                    | Ciudad       | Rival     | Resultado | Resultado | Competencia                   |
| 1. | 6 de septiembre de 2024  | Curitiba     | Brasil    | 0-1       | Derrota   | Eliminatorias al Mundial 2026 |
| 2. | 10 de septiembre de 2024 | Quito        | Perú      | 1-0       | Victoria  | Eliminatorias al Mundial 2026 |
| 3. | 19 de noviembre de 2024  | Barranquilla | Colombia  | 1-0       | Victoria  | Eliminatorias al Mundial 2026 |
| 4. | 21 de marzo de 2025      | Quito        | Venezuela | 2-1       | Victoria  | Eliminatorias al Mundial 2026 |

## Estadísticas

### Clubes
Actualizado al último partido disputado el 1 de junio de 2025.
| Equipo                               | Temporada     | Liga          | Liga  | Liga  | Copas nacionales | Copas nacionales | Copas internacionales | Copas internacionales | Otras | Otras | Total | Total |
| Equipo                               | Temporada     | Div.          | Part. | Goles | Part.            | Goles            | Part.                 | Goles                 | Part. | Goles | Part. | Goles |
| ------------------------------------ | ------------- | ------------- | ----- | ----- | ---------------- | ---------------- | --------------------- | --------------------- | ----- | ----- | ----- | ----- |
| Athletico Paranaense · Brasil        | 2021          | 1.ª           | 0     | 0     | 0                | 0                | 0                     | 0                     | 0     | 0     | 0     | 0     |
| Athletico Paranaense · Brasil        | 2022          | 1.ª           | 1     | 0     | 0                | 0                | 1                     | 0                     | 0     | 0     | 2     | 0     |
| Athletico Paranaense · Brasil        | Total club    | Total club    | 1     | 0     | 0                | 0                | 1                     | 0                     | 0     | 0     | 2     | 0     |
| CSA · Brasil                         | 2022          | 2.ª           | 9     | 0     | 0                | 0                | 0                     | 0                     | 0     | 0     | 9     | 0     |
| CSA · Brasil                         | Total club    | Total club    | 9     | 0     | 0                | 0                | 0                     | 0                     | 0     | 0     | 9     | 0     |
| U. D. Vilafranquense Portugal        | 2022-23       | 2.ª           | 13    | 2     | 0                | 0                | 0                     | 0                     | 0     | 0     | 13    | 2     |
| U. D. Vilafranquense Portugal        | Total club    | Total club    | 13    | 2     | 0                | 0                | 0                     | 0                     | 0     | 0     | 13    | 2     |
| AVS Portugal                         | 2023-24       | 2.ª           | 30    | 5     | 5                | 1                | 0                     | 0                     | 0     | 0     | 35    | 6     |
| AVS Portugal                         | 2024-25       | 1.ª           | 35    | 3     | 1                | 1                | 0                     | 0                     | 0     | 0     | 36    | 4     |
| AVS Portugal                         | Total club    | Total club    | 65    | 8     | 6                | 2                | 0                     | 0                     | 0     | 0     | 71    | 10    |
| A. C. Sparta Praga · República Checa | 2025-26       | 1.ª           | 0     | 0     | 0                | 0                | 0                     | 0                     | 0     | 0     | 0     | 0     |
| A. C. Sparta Praga · República Checa | Total club    | Total club    | 0     | 0     | 0                | 0                | 0                     | 0                     | 0     | 0     | 0     | 0     |
| Total carrera                        | Total carrera | Total carrera | 88    | 10    | 6                | 2                | 1                     | 0                     | 0     | 0     | 95    | 12    |
| 1. 2.                                |               |               |       |       |                  |                  |                       |                       |       |       |       |       |

### Selección
Actualizado al último partido disputado el 21 de marzo de 2025.
| Selección       | Año             | Amistosos | Amistosos | Amistosos | Continental | Continental | Continental | Mundial | Mundial | Mundial | Total | Total | Total  | Media goleadora |
| Selección       | Año             | Part.     | Goles     | Asist.    | Part.       | Goles       | Asist.      | Part.   | Goles   | Asist.  | Part. | Goles | Asist. | Media goleadora |
| --------------- | --------------- | --------- | --------- | --------- | ----------- | ----------- | ----------- | ------- | ------- | ------- | ----- | ----- | ------ | --------------- |
| Sub-17          | 2019            | —         | —         | —         | 9           | 2           | 1           | 4       | 1       | 0       | 13    | 3     | 1      | 0.23            |
| Sub-20          | 2020            | 2         | 0         | 0         | —           | —           | —           | —       | —       | —       | 2     | 0     | 0      | 0               |
| Sub-23          | 2024            | —         | —         | —         | 4           | 1           | 0           | —       | —       | —       | 4     | 1     | 0      | 0.25            |
| Absoluta        | 2024            | —         | —         | —         | 3           | 0           | 0           | —       | —       | —       | 3     | 0     | 0      | 0               |
| Absoluta        | 2025            | —         | —         | —         | 1           | 0           | 0           | —       | —       | —       | 1     | 0     | 0      | 0               |
| Absoluta        | Total           | 0         | 0         | 0         | 4           | 0           | 0           | 0       | 0       | 0       | 4     | 0     | 0      | 0               |
| Total selección | Total selección | 2         | 0         | 0         | 17          | 3           | 1           | 4       | 1       | 0       | 23    | 4     | 1      | 0.17            |
| 1. 2.           |                 |           |           |           |             |             |             |         |         |         |       |       |        |                 |

## Palmarés
| Torneo            | Club                 | Año  |
| ----------------- | -------------------- | ---- |
| Copa Sudamericana | Athletico Paranaense | 2021 |